# Marie-Jeanne Dufour
Marie-Jeanne Dufour (* 12. März 1955 in Gümligen) ist eine Schweizer Dirigentin und ehemalige Generalmusikdirektorin und war eine der ersten Frauen in dieser Position in Deutschland. Seit Ende der 2000er Jahre ist sie als Tiertherapeutin tätig.

## Leben und Wirken
Marie-Jeanne Dufour studierte 1974 bis 1978 am Konservatorium Bern Flöte bei Günter Rumpel. Zusätzlich absolvierte sie Kurse im Fach Dirigieren in Bordeaux bei Roberto Benzi und in Salzburg bei Otmar Suitner und Walter Weller. Sie gewann 1978 den Hans-Häring-Dirigierpreis des ORF. Ihre professionelle Dirigierlaufbahn begann sie 1979/80 am Opernhaus Zürich als Assistenzdirigentin bei Ferdinand Leitner, Ralf Weikert und Nello Santi. Bei ihrem Operndebüt dort mit Donizettis Don Pasquale stand sie als erste Frau in der Geschichte des Opernhauses am Dirigierpult. In Zürich, wo sie zunächst bis 1988 ständig wirkte, leitete sie rund 160 Opernaufführungen, u. a. die Schweizer Erstaufführungen von Wolfgang Rihms Jakob Lenz (1982) und Udo Zimmermanns Weiße Rose (1986) sowie Benjamin Brittens The Beggar’s Opera.
1986 wurde sie erstmals als Gastdirigentin an die Hamburger Staatsoper berufen. Am Hessischen Staatstheater Wiesbaden dirigierte Dufour in der Saison 1989/90 die Eröffnungspremiere mit Mozarts Don Giovanni und wurde als 1. Kapellmeisterin sowie in den folgenden drei Jahren als kommissarische Generalmusikdirektorin verpflichtet, wo sie u. a. Wagners Rheingold, Die Walküre und Verdis Don Carlos dirigierte.
1995 bis 1999 war sie Generalmusikdirektorin am Staatstheater Meiningen. Sie zählte nach Sylvia Caduff, Romely Pfund und Alicja Mounk in Deutschland zu den ersten Frauen, die in diesem Amt tätig waren. In Meiningen brachte sie Werke von Richard Strauss, Verdi, Wagner, Beethoven, Mozart, Giacomo Puccini, Engelbert Humperdinck und Ermanno Wolf-Ferrari zur Aufführung, u. a. in der Regie von Brigitte Fassbaender, Peter Konwitschny und Pet Halmen. 1999 verliess sie das Haus aufgrund von Differenzen mit Intendantin Christine Mielitz. 1997 debütierte sie an der Deutschen Oper Berlin mit Carlisle Floyds Oper Susannah.
2000 bis 2003 war sie, verpflichtet von Intendant Alexander Pereira, musikalische Leiterin des Internationalen Opernstudios Zürich.

### Opern- und Konzertdirigentin
Neben den erwähnten Stationen dirigierte sie im deutschsprachigen Bereich u. a. das Radio-Sinfonieorchester Basel, das Berner Symphonieorchester, das Orchestre de la Suisse Romande, das Orchestra della Svizzera italiana Lugano und das Tonhalle-Orchester Zürich, ferner in Gelsenkirchen, Bielefeld, Hannover, Freiburg und Mainz.
International wirkte sie als Gastdirigentin u. a. in Frankreich, Italien, den Niederlanden, in Südafrika, Tschechien und in der Ukraine, dirigierte das Orchestre National Bordeaux Aquitaine, das Orchestra del Teatro Bellini Catania, das Nederlands Philharmonisch Orkest, die Kiew Camerata, die Philharmonie Lwiw, das Karlsbader Symphonie-Orchester und das Prager Kammerorchester.

### Tiertherapeutin
2004 beendete Dufour ihre Karriere als Dirigentin. Seit 2009 ist die ausgebildete Feldenkrais-Therapeutin (Diplom 1997) als Tiertherapeutin tätig und arbeitet in einer Tierarztpraxis in Altendorf.

## Auszeichnungen
- 1978: Hans-Häring-Preis des Österreichischen Rundfunks